# Steve Mandanda
Steve Mandanda (født 28. marts 1985 i Kinshasa, Demokratiske Republik Congo) er en fransk fodboldspiller af congolesisk afstamning, der spiller som målmand for den Franske Ligue 1 klub Olympique de Marseille. I 2010 var han med Marseille med til at vinde det franske mesterskab. Han havde desuden et kort ophold i England hos Crystal Palace FC.

## Landshold
Mandanda står (pr. december 2022) noteret for 35 kampe for Frankrigs landshold, som han debuterede for i en venskabskamp mod Ecuador den 27. maj 2008. Han blev noget overraskende udtaget til den franske trup til EM i 2008, hvor han dog ikke fik spilletid. Han var også med ved VM i 2010 i Sydafrika, EM i 2012 i Polen/Ukraine, EM i 2016 på hjemmebane samt VM 2018 i Rusland og VM 2022 i Qatar.

## Titler
Ligue 1
- 2010 med Olympique Marseille